# Вальс (танок)
Вальс — вид парного бального та народного танців, ритмом 3/4ⓘ, що виконується переважно у закритій позиції.

## Історія
Слово «вальс» walzen  має німецьке походження і означає "кружляти". Вальс з'явився на рубежі 18-го та 19-го століть.
Прародичами вальсу є австрійський народний танець лендлер, який поширений в Австрії та Південній Німеччині. У старих піснях цих країн можна знайти багато прикладів пісень, які співалися в ритмі вальсу. Також провансальський танець вольта, що означає "швидкий поворот" є ще одним прародичем вальсу. Обидва ці танці — парні і танцювались під музику в розмірі ¾, і якщо в лендлері кавалер, вивівши вподобану йому партнерку на круг, обертав її навколо себе, то в вольті спочатку переважали стрибки, а потім з'явилися і швидкі повороти і обертання. У Франції вольт заборонялося виконувати при дворі, а кардинал Рішельє убачав в нім підрив засад релігії і суспільства. (Це неважко собі уявити — на початку XVII століття, коли в моду входив чинний і галантний менует, те, що кавалер бере руку пані, вважалося небаченим порушенням пристойності).
Але вольт, змішавшись з лендлером, завоював популярність у Німеччині, Чехії, Австрії, отримав новий характер — широкі, ковзні і плавні рухи, позбавився від стрибків і отримав нову назву — вальс (від німецького слова walzen — крутитись). Став ширшим, динамічнішим, і повернувся до Франції, завоювавши в ній велику популярність. Жодні високі укази й офіційна критика, жодні заборони і невизнання не змогли зупинити чарівне кружляння вальсу в бальних і концертних залах, на міських і сільських площах. Тисячі пісень звучать в ритмі вальсу, вальс звучить в опері, опереті, в кіно. Дуже багато композиторів пишуть концертні і симфонічні вальси, і вальс є одним з найпопулярніших танців, але під цією назвою ховається найрізноманітніші варіанти — віденський вальс, французький вальс, англійський вальс.
Кавалер, вибравши вподобану партнерку, виводив її на круг, обертав навколо себе, і обоє поступово просувалися по колу за іншими парами. Як музичний жанр вальс прожив багате подіями життя.
Величезний вплив на розвиток вальсу мала творчість уславленого австрійського композитора, автора 447 вальсів — Йогана Штрауса. Серед його численних вальсів традиційні: «Нічний метелик», «Радуйся життя», «Політ Фенікса», «Мрії і любов», «Олександра-вальс», «Вальс Аделі».
Вальси Шуберта — це, як правило, невеликі п'єси, танцювальні мініатюри. Своїм вальсам Шуберт назви не давав.
Кілька концертних симфонічних вальсів написав Ференц Ліст. До числа справжніх шедеврів угорського композитора належить знаменитий «Мефісто-вальс».
Дійшовши до наших днів, вальс зберіг свої основні риси. Він поєднує широту і динаміку з надзвичайною плавністю і легкістю. Можна з упевненістю сказати: вальс безсмертний.

## Стилі вальсу

Вальсуюча пара

- До програми сучасних бальних танців входять два різновиди вальсу:
  - швидкий віденський вальс, та
  - Вальс (міжнародний стандарт), також відомий під назвою повільний вальс. Танцюється лише у закритій позиції.
- Американський вальс, одним із різновидів якого є вальс-бостон.
- Російський вальс на два па.
- Крос-степ вальс
- Перуанський вальс (vals criollo)
- Мексиканський вальс
- Танго вальс
- Кантрі вальс

## Додатково
- Вальс (музика)
- Собачий вальс
- Танго
- Аллеманде